# Tatort: Ätzend
Ätzend ist ein Fernsehfilm aus der Krimireihe Tatort, der erstmals am 15. November 2015 ausgestrahlt wurde. Es ist die 962. Folge der Reihe und der zweite Fall des Berliner Ermittlerteams Rubin und Karow. Auf den ersten Fall Das Muli nimmt die Folge in schwarz-weißen Bildern in den ersten Sekunden als Rückblende Bezug. Diese für den Tatort ungewöhnliche horizontale Erzählstruktur, in der sich einzelne Handlungsstränge über mehrere Folgen erstrecken, wurde auch zum nachfolgenden Fall Wir – Ihr – Sie beibehalten.

## Handlung
Auf einer Berliner Großbaustelle am Treptower Park stoßen Bauarbeiter beim Abriss einer Kleingartenkolonie auf ein Fass, das Schwefelsäure enthält. Gehen die Ermittler zunächst von illegaler Verklappung aus, so stellt sich heraus, dass das Fass einen menschlichen Körper enthält. Die Baustelle wird daraufhin von der Polizei mit einer Hundestaffel durchsucht, die einen weiteren Toten in einer Plane eingewickelt zutage bringt, dessen Schädel einen Einschuss aufweist. Die Überreste des Toten aus dem Fass geben nur wenig her, was zur Identifikation beisteuern könnte. Durch einen Herzschrittmacher, der zusammen mit der Leiche dem Fass entnommen wird, können die Ermittler den Toten schließlich doch identifizieren. Es handelt sich um einen 47-jährigen Iraner namens Ferhat Merizadi, der in den 1980er-Jahren nach Deutschland gekommen war, 1991 eingebürgert wurde, nach seinem Verschwinden jedoch nie als vermisst gemeldet wurde. Die weiteren Ermittlungen führen die beiden Kommissare zu dessen Bruder Saed, der in Neukölln ein kleines Dentallabor betreibt. Doch Saed, der sich offensichtlich als Ferhat ausgibt, wurde nie am Herzen operiert. Zur Überprüfung wird Saed vorübergehend festgenommen. Während der Festnahme gelingt es seiner hochschwangeren Frau Layla zusammen mit ihrem Sohn Arash zu flüchten. Bei einer Hausgeburt droht Layla zu verbluten, weswegen sie von ihrer Hebamme gegen ihren Willen in ein Krankenhaus eingeliefert wird, wo sie ihre Tochter Nasim gebiert.
Sukzessive gelingt es den Ermittlern die tragische Familiengeschichte zusammenzusetzen. Ferhat Merizadi hatte vier Jahre zuvor eine Unterhaltsverpflichtungserklärung unterzeichnet, damit sein jüngerer Bruder Saed mit dessen Frau und Sohn nach Deutschland kommen konnte. Inzwischen sind die Visa der drei jedoch längst abgelaufen, so dass die iranische Familie inzwischen ohne Papiere illegal in Berlin lebt. Als Ferhat eines Tages nicht zurückkehrte, übernahm dessen Bruder Saed nicht nur seine Arbeit, sondern auch seine Identität, um das Überleben seiner Familie sicherstellen zu können und nicht abgeschoben zu werden.
Schließlich gelingt es den Ermittlern, die Umstände in Erfahrung zu bringen, die zum Tod von Ferhat Merizadi geführt haben. Bereits am 30. Oktober 2012 hatte sich in Berlin-Hohenschönhausen ein Handwerker namens Tim Baumgartner telefonisch bei der Polizei gemeldet. Er hatte behauptet, als Beifahrer Zeuge eines tödlichen Verkehrsunfalls gewesen zu sein, konnte aber weder Tatort, Geschädigten oder Fahrer benennen, weswegen das Verfahren eingestellt wurde. Von Baumgartner erfahren die beiden Kommissare, dass sich dieser in der fraglichen Nacht nach einem Junggesellen-Abschied in Berlin-Spandau stark angetrunken als Anhalter auf den Heimweg gemacht hat. Er wurde von einem anderen Handwerker mit einem Pickup mitgenommen. Während der Fahrt schlief Baumgartner ein und wurde von einem dumpfen Aufprall geweckt. Der Fahrer sei ausgestiegen und habe den überfahrenen Fußgänger auf die Ladefläche gehoben.
Baumgartner wird von Rubin und Karow zum Haus des Handwerkers Heiko Evers gebracht, der 2012 die Bodenplatte für die Laube gegossen hatte, unter der das Fass mit dem Leichnam gefunden worden war. Evers wird von Baumgartner als Unfallfahrer erkannt, versucht zu fliehen und wird von den Ermittlern wegen des dringenden Verdachts der fahrlässigen Tötung und der Vertuschung einer Straftat festgenommen.
Der Haftantrag für Saed Merizadi wird unterdessen nicht aufgehoben. Die Ausländerbehörde ermittelt gegen ihn und seine Familie wegen des Verstoßes gegen das Aufenthaltsgesetz. Es folgt die Verurteilung der Familie Merizadi gemäß Paragraph 95 des Aufenthaltsgesetzes. Ein halbes Jahr nach der Verurteilung erfolgt ihre Abschiebung in den Iran. Eine Wiedereinreise nach Deutschland wird ihr untersagt.
Im Fall der zweiten Leiche, die auf der Baustelle gefunden wurde, erfährt Rubin, dass Karows früherer Partner Gregor Maihack mit derselben Waffe erschossen wurde wie der Mann, der nach einem Zahnabgleich als der 25-jährige Stephan Reimers identifiziert werden kann. Reimers ist polizeilich bekannt und vorbestraft und wurde von seiner Mutter vor drei Monaten als vermisst gemeldet. Aufgrund eines anonymen Hinweises lässt der Staatsanwalt die Privaträume von Kommissar Robert Karow durch seine Kollegin Kommissarin Nina Rubin durchsuchen. Dabei wird eine Waffe des Kalibers 9 mm gefunden, die zur ballistischen Untersuchung geschickt wird, um einen Abgleich mit der Mordwaffe in den Fällen Reimers und Maihack durchzuführen. Als Karow festgenommen wird, appelliert er an seine Kollegin Rubin, sie solle das Handy seines früheren und inzwischen getöteten Informanten Mehmet Erdem finden, da es ein ihn entlastendes Video enthalte.

## Hintergrund
Ätzend wurde vom 23. Juni 2015 bis zum 23. Juli 2015 in Berlin gedreht. Die Folge feierte am 9. November 2015 ihre Kinopremiere.
Um eine möglichst authentische Szenerie für den Leichenfund zu schaffen, wurde auf die Expertise von Michael Tsokos aus der Rechtsmedizin der Berliner Charité zurückgegriffen. Statt Säure wurde ein Sud aus Senf, Fett und gelösten Teilen leicht angebrannten Bratens verwendet.
Zu sehen sind u. a. die ehemalige Zentrale der Landesbank Berlin an der Bundesallee, das Klinikum Am Urban, die Glienicker Brücke sowie eine Großbaustelle in Berlin-Neukölln, auf der die Berliner Stadtautobahn verlängert werden soll.

## Rezeption

### Einschaltquoten
Die Erstausstrahlung von Ätzend am 15. November 2015 wurde in Deutschland von 9,71 Millionen Zuschauern gesehen und erreichte einen Marktanteil von 26,6 % für Das Erste. Damit konnte der Tatort, dessen Ausstrahlung im Ersten durch die Berichterstattung des ARD-Brennpunkts über die Terroranschläge am 13. November 2015 in Paris mit 15 Minuten Verzögerung begann, die Zuschauerzahlen von 9,68 Millionen Zuschauern und einem Marktanteil von 26,5 %, die den Brennpunkt einschalteten, noch übertreffen.
In der Schweiz verfolgten 506.000 Zuschauer im Alter von über drei Jahren die Erstausstrahlung der Folge und bescherten ihr dadurch einen Marktanteil von 24,9 %. In der Gruppe der 15- bis 59-jährigen Zuschauer wurden 273.000 Zuschauer gezählt sowie ein Marktanteil von 21,7 % gemessen.

### Kritiken
Mit „horizontaler Erzählweise“ eifere die Folge den Dortmunder Ermittlern Faber, Bönisch, Dalay und Kossik nach, stelle dabei jedoch „neue Zuschauer vor Schwierigkeiten“, urteilte Christian Schmidt von den Westfälischen Nachrichten. Das „Problem dieses Drehbuchsystems“ liegt darin, dass „bei all den weiterführenden Handlungssträngen […] der Fokus vom Fall“ abweicht. „Bei allen Anbiederungen an US-Erzähltechniken darf der spannende Krimi nicht verloren gehen“, schließt Schmidt.
dpa-Korrespondentin Julia Kilian nennt die Folge ein „Verwirrspiel um Identitäten“. Die Handlung werde „mit rasantem Tempo“ vorangetrieben. Zugleich mache sie „Sprünge von einem Ort zum nächsten und streift gesellschaftspolitische Themen meist in Nebensätzen“. Optisch habe die Folge „oft etwas von Retrofotos“, denn „die Farben sehen aus, als hätte man mit dem Smartphone einen Filter darüber gelegt“, und zeige zugleich „ungewöhnliche Einstellungen“.
Die Redaktionen der TV Today und TV Spielfilm sahen eine „ruhige Episode mit spannendem Team“. Kritisch bemerkten sie, dass „»Horizontales Erzählen«“ zwar „zurzeit angesagt“ sei, „hier macht es Einsteigern die Sache nicht leicht“. „Die eher leise Fortsetzung“ der Folge Das Muli „bettet einen anrührenden Fall in das fortlaufende Drama des neuen Teams ein“. „Letzteres bleibt spannend, dabei werden nur am Ende ein paar »Zufälle« zu viel bemüht“, um schließlich mit einem Cliffhanger zur nächsten Folge zu enden. TV Today vergab zwei von drei möglichen Punkten, TV Spielfilm urteilte mit der besten von drei möglichen Wertungen.
Andrea Diener urteilte für die Frankfurter Allgemeine Zeitung, die Folge erscheine „fast provinziell“. Dass jede Folge des Berliner Ermittlerteams neben der aktuellen Ermittlung stets den Fall um Karows Vergangenheit mit sich trägt, somit zwei Fälle parallel thematisiert werden, führt dazu, dass dabei „ein Fall […] zu Lasten des anderen“ geht, insbesondere „in der Entfaltung der Erzählung“. Diener schließt, „als Zuschauer sollte man jedenfalls eine große Liebe für Berliner Abgründe und Schnodderigkeiten mitbringen, um das Geholper zu überstehen“.